# 三墩鎮 (杭州市)
三墩鎮(さんずんちん)は、中華人民共和国浙江省杭州市西湖区である鎮で、東は拱墅区の祥福街道（中国語版）と接する。鎮の総面積は37.93km2、総人口は20,287人の重要な工業鎮であり。鎮には有名な大学浙江大学紫金港校区（中国語版）がある。

## 行政区画
廟前街社区、新星社区、五里塘社区、水月社区、厚誠橋社区、廚房問社区、大港橋社区、陸板橋社区、南陽壩社区、盪王頭社区、楊家橋社区、蘭里社区、蝦龍圩社区、三壩社区、望月社区、羅家村社区、吉鴻社区、頤蘭社区、文鼎苑社区、西苑社区、政苑社区、塘河社区、紫金港社区、水秀苑社区、五幸社区、雙橋村、繞城村、華聯村、山聯村。